# 23 Till
23 Till (av bandet oftast ihopskrivet som 23Till eller 23T!ll) är ett svenskt punkband från Norrköping.  
Bandet bildades 1985 och släppte sin första singel Vitt slem 1988. Samma år gjorde de split-LP:n Anabola Melodier tillsammans med Coca Carola. Medlemmarna var från början Janne Abrahamsson (sång och gitarr), Micke Pihlblad (bas och sång) samt Pär Andersson (trummor). De två förstnämnda är fortfarande medlemmar i bandet.
I slutet av 1996 beslutade sig bandet för "att kila runt hörnet och dra sig tillbaka till de sälla jaktmarkerna". 23 Till har därefter återuppstått flera gånger. På annandagen 2006 genomförde 23 Till en återföreningsspelning på Palace i Norrköping och sedan återigen lördagen den 7 september 2013, då på Dynamos scen i Norrköping.
Under åren har bandet också återuppstått på andra sätt, exempelvis för Beat Butchers olika jubileum, vilket har handlat om liveframträdanden, men också flera cover till olika samlingsskivor i skivbolagets namn. Utöver detta släppte bandet 2001 nyskrivet material i form av ett bidrag till samlingsskivan Parken, där 23 Till, i likhet med andra band från Norrköping, medverkar med en hyllningslåt till IFK Norrköping.
Den 6 september 2019 släppte bandet Shake it baby!, ett album med helt nyskrivna låtar. Bandet var vid denna tidpunkt för första gången en kvartett bestående av Janne Abrahamsson (sång och gitarr), Micke Pihlblad (bas och sång), George "Georga" Gustavsson (orgel och gitarr) och Staffan Hubner (trummor). Under 2021 bytte sedan bandet trumslagare, från Staffan Hubner till Pelle Karlsson.
I övrigt har de ursprungliga medlemmarna i 23 Till också spelat i Per Bertil Birgers orkester sedan 1987, ett band vars stil har beskrivits som "schlagerpunk".

## Diskografi

### Album
- Allt vad jag vill ha (1991)
- Nöjd? (1993)
- Skåpmat (samling, 1994)
- Kryp (1995)
- Shake it baby! (2019)
- Live Värmekyrkan NKPG (live, 2019)
- ...Men från Peking hörs det inget (Remastered 2024)

### Singlar
- Vitt Slem (1988)
- Lycklig (1989)
- Julsingel (med Dennis & De Blå Apelsinerna)
- Balladen Om Olsson (1993)
- För Den Goda Sakens Skull (1995)
- Klubb Lucifer (2019)
- Det kommer bli bättre (2019)
- Musiken (2019)
- Ännu ekar ropen (2019)
- Nere på NP33 (2021)
- Hänger på en tråd (2021)
- Nån annan (2021)
- Det börjar likna kärlek banne mig (2023)
- Alex & Kataya (Prospekt Andropova 19A) (2023)
- Det var så dom sa (2024)

Samtliga av ovanstående skivor är utgivna på skivbolaget Beat Butchers.

### Samlingar, diverse artister (urval)
- Studio Otukt Rec. Presenterar (1990), låtarna Köp mig och Hej på er pojkar
- Otukt På Långholmen (1990), låtarna Club Tristesse, Vitt slem och Lycklig
- LIVE Även Vackra Fåglar Skiter (1992), låtarna Lycklig, Do anything you wanna do och Sista supen
- Definitivt 50 Spänn (1992), låten Hans sista vän (en parabolantenn)
- Definitivt 50 Spänn Igen (1993), låten Procedomani
- Definitivt 50 Spänn IV  (1995), låten Hem igen
- The Greatest Hits Of The Very Best Of The Ultimate Definitivt (1998), låten Sista supen
- Parken (2001), låten Mitt lag – min stad

### DVD-skivor
- 23Till, The DVD collection (videor och konsertklipp, 26 spår)
- 23 Till, Live – Palace (den första återföreningen 2006-12-26, 13 låtar)